# Sauropus thoii
Sauropus thoii är en emblikaväxtart som beskrevs av Thin. Sauropus thoii ingår i släktet Sauropus och familjen emblikaväxter.
Artens utbredningsområde är Vietnam. Inga underarter finns listade i Catalogue of Life.